# Kahnweilerhaus
Das Kahnweilerhaus ist ein ehemaliges Museum in Rockenhausen. Sein Gebäude steht unter Denkmalschutz und gilt als „straßenbildprägend“.

## Lage
Das Museum befand sich unmittelbar am Marktplatz in der Stadtmitte von Rockenhausen.

## Bauwerk
Beim Gebäude handelt es sich ein barockes Eckwohnhaus, das teilweise Fachwerk enthält. Es besitzt ein Krüppelwalmdach und wurde im 18. Jahrhundert errichtet.

## Museum
Das Museum wurde 1981 eingerichtet, um dem Galeristen Daniel-Henry Kahnweiler, dessen Vorfahren aus Rockenhausen stammten und der zum Ehrenbürger der Stadt ernannt wurde, zu gedenken. Es enthielt unter anderem Lithografien von Pablo Picasso und eine Fotodokumentation zur Biografie von Kahnweiler. In den Folgejahren fanden im Museum regelmäßig Ausstellungen unterschiedlicher Künstler statt, darunter Karlheinz Oswald (1987), Hermann Theophil Juncker (1988), Horst Schwab (1995), Horst Hübsch (1996), Siegfried Kreitner (2005), Cesare Marcotto (2006), Renate Jung (2014), Dominik Schmitt (2015), Matthias Will (2017) und Matthias Lutzeyer (2018).
Ende 2021 wurde das Museum auf unbestimmte Zeit geschlossen; Grund dafür ist der schlechte bauliche Zustand des Hauses.